# Eduardo Cabra
Eduardo José Cabra Martínez (San Juan, 10 de septiembre de 1978), conocido por su nombre artístico de Visitante Calle 13, Visitante o actualmente Cabra, es un productor, músico y compositor puertorriqueño. Saltó a la fama con la banda Calle 13, la cual fundó junto a su hermanastro René Pérez Joglar («Residente»).
Calle 13 se convirtió rápidamente y bajo la dirección musical de Eduardo en uno de los grupos más relevantes en Latinoamérica y el mundo. Eduardo mantiene la cifra récord de 28 premios y 45 nominaciones en los premios Grammy Latinos, incluyendo 9 en la ceremonia de 2011 donde fue el artista o grupo con más galardones en una ceremonia. Tiene reconocimientos como el ASCAP Vanguard Award por su aporte al desarrollo de nuevos géneros en Latinoamérica. Con la banda, Eduardo colaboró con artistas de la talla de Shakira, Tom Morello, Silvio Rodríguez y Rubén Blades, entre otros cantantes más.
Como productor musical Eduardo se caracteriza por imprimirle un sello global a la música que crea, trayendo influencias musicales de todo el mundo sin perder la esencia del artista a quien graba. Entre los artistas para los que Eduardo ha producido se encuentran Vicente García, Guaynaa, Cuarteto de Nos, Monsieur Periné, LosPetitFellas, Diana Fuentes, La Vida Bohème, Chambao, Gustavo Cordera y Jorge Drexler.

## Inicios en la música
Nació el 10 de septiembre de 1978 en Santurce, Puerto Rico. Proveniente de una familia con fuertes lazos con la comunidad artística de Puerto Rico, Eduardo expresó inclinaciones musicales desde muy pequeño y siempre supo que su futuro estaría ligado a la música.
Eduardo estudió música desde muy joven en cursos privados, y posteriormente en el Conservatorio de Puerto Rico, donde se juntó con un grupo de músicos que formaban parte de una banda llamada Kampo Viejo. A esta entró inicialmente para tocar el piano, instrumento que estudiaba en el Conservatorio, en adición al bajo, la flauta y el saxofón, los cuales aprendió a tocar de manera autodidacta. Es en este momento cuando por primera vez Eduardo comienza a dar señales de su capacidad para producir, arreglar y crear música basada en la fusión de múltiples estilos y géneros musicales.
Luego de 3 años trabajando con Kampo Viejo, varios de sus integrantes decidieron lanzarse a un proyecto más ambicioso el cual llamaron Bayanga. Es aquí donde Eduardo se define por la dirección y producción musical.
Con Bayanga, Eduardo sale por primera vez a llevar música fuera de Puerto Rico, participando de giras por California y festivales en Jamaica, entre otras experiencias que le dieron el nivel necesario para seguir creciendo.
Mientras Eduardo experimentaba y evolucionaba musicalmente con Bayanga, su hermano René Pérez (Residente) se dedicaba a escribir letras y rimas que posteriormente le presentó a Eduardo para que les creara una "pista". Los hermanos deciden entonces juntarse y crear una banda que resultó ser el proyecto de música urbana en español más exitoso de la historia de este género: Calle 13.

## Carrera musical

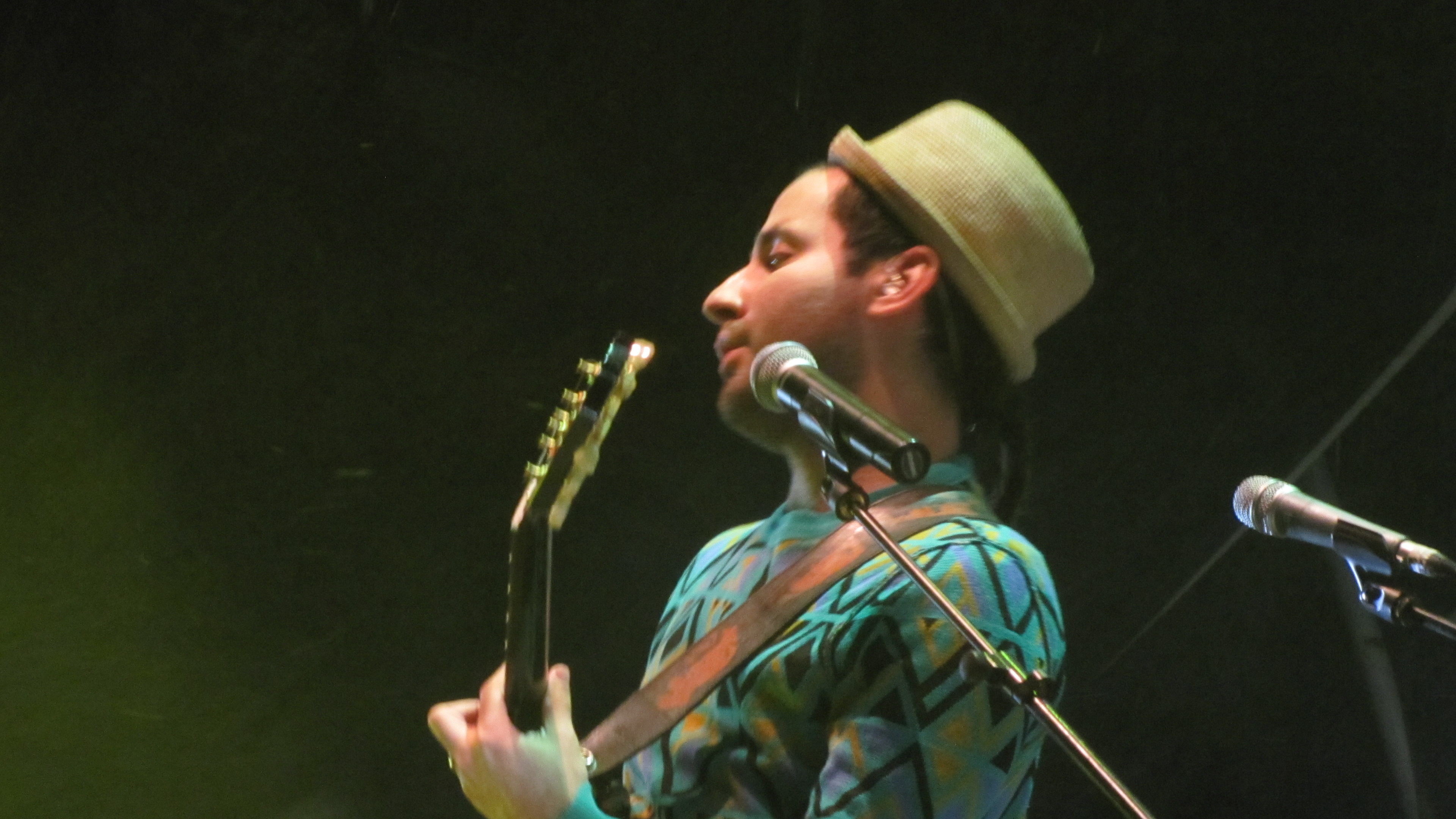
Eduardo Cabra, Visitante, en el Concierto de Calle 13 durante el Festival Sonorama Ribera 2012 en el Escenario Principal.

### Calle 13
Cabra comenzó siendo músico y compositor desde 1995. En 2004 varios de los miembros originales de Bayanga se mueven con Eduardo a una nueva propuesta llamada Calle 13. La banda fue una de las primeras en experimentar mezclando instrumentos orgánicos con música electrónica, además de contar con una banda numerosa y potente, siendo uno de los primeros en el género urbano. Con Eduardo como director musical la banda de Calle 13 creó varios de los ritmos más populares del siglo XXI y catapultó al grupo a niveles nunca antes vistos en el género.
Cabra fungió como multinstrumentista de la banda, director musical, arreglista y productor de todos sus discos durante los 10 años en que la banda estuvo activa. Cabra y su banda Calle 13 han ganado 21 premios Grammy Latinos y 2 Grammy, más que cualquier otro grupo.

### Álbum Debut
En enero de 2005 lanzan su primer disco “Calle 13”, con que el ganan los primeros tres de sus históricos 21 Grammy Latino, lo que los convierte en la banda más galardonada en estos premios. El disco se hizo con muy pocas expectativas y con la idea inicial de regalarlo y convertirlo en un éxito viral .
En este primer disco ya se ve una búsqueda de diferente estilos e influencias musicales que reflejo una tendencia en el momento dentro del género urbano de buscar nuevos ritmos.

### Internacionalización
Tras el éxito inesperado del álbum inicial y tras viajar por Latinoamérica buscando inspiración, lanzan el álbum Residente o Visitante en el año 2008. Para este álbum Eduardo logra imprimirle aún más musicalidad y fusiones globales a la música de la banda, colaborando por primera vez con artistas internacionales de la talla de La Mala Rodríguez, Vicentico y Bajofondo Tangoclub, entre otros. Este fue el primer disco de la banda que se posiciona en el número 1 en la lista de Billboard y por el que obtuvieron cuatro premios al Grammy Latino adicionales.
Entren Los Que Quieran es el disco con más Latin Grammy en la historia y Eduardo fue nominado por primera vez como mejor productor individual en los Grammy.
Ya convertidos en una banda internacional, Calle 13 entra en una etapa de expansión musical a niveles más complejos y amplios. De esta etapa se destaca el temas Latinoamérica y las colaboraciones con, entre otros, Café Tacvba, Rubén Blades, Silvio Rodríguez y Tom Morello.
Tras esta etapa exitosa donde la banda se internacionalizó y obtuvo múltiples reconocimientos, se da el lanzamiento de Multi Viral, un disco ambicioso que tomó un año en grabar y cuya producción fue hecha casi en su totalidad en La Casa del Sombrero, casa productora de Eduardo. El disco fue producido por su propio sello discográfico y fue mezclado Michael Brower y Ritch Costey. Por este disco Eduardo fue nominado por segunda vez como mejor productor del año en los Latin Grammy. Tras esto, en 2015, decide tomar una pausa.
En 2016 es nominado productor del año por su trabajo con el álbum "Caja de Música" de Monsieur Periné. En 2017 es galardonado nuevamente como productor del año con "A La Mar" de Vicente García, "La Lucha" de La Vida Bohéme y "Sofá" de Silvina Moreno.

### Cabra
En el año 2020 comenzó un proyecto solista, CABRA, que lo tiene como intérprete y cantante principal por primera vez. El 17 de julio de 2020, Eduardo Cabra, presentó su primer sencillo como solista “La Cabra Jala Pal Monte”. Este sencillo fue producido por él mismo, compuesto en colaboración con Rita Indiana, donde lo lanzó acompañado de un videoclip grabado en Buenos Aires y dirigido por Nicolás Sedano. “La Cabra Jala Pal Monte” fue el primer lanzamiento de su propio sello La Casa del Sombrero, basado en San Juan Puerto Rico.
En esta canción, Cabra fusiona sonidos electrónicos con una percusión fuerte, latina y fresca, planteando una canción de hip hop mezclado con su propio estilo vanguardista y arriesgado: se presenta como cantante donde letra relata el fin de Visitante y la liberación de Cabra. 
Su segundo sencillo, "La Ventana", lo lanzó el 9 de septiembre de 2020. Esta canción es una composición que fue creada enteramente en la pandemia, donde Cabra vuelve a la cumbia que le ha dado muchos éxitos en el pasado (“Atrévete”, “La Cumbia de los Aburridos” y “Tal Para Cual”, por poner tres ejemplos). En este sencillo, él presenta lugares y experiencias que él ha pasado a lo largo de su vida y donde también ha habido oscuridad.
El 2 de marzo del 2021, lanzó su tercer sencillo "Gris". A través de esta canción, CABRA le da un giro a su concepto solista, dándonos a conocer una nueva faceta de introspectiva lírica y sonora dentro de su repertorio. Una canción intensa en el mensaje y de vibras profundas. El video es un complemento visual que soporta el mensaje de la canción. Este fue dirigido por el también colaborador visual de Trending Tropics, Niko Sedano y César Berrios, quienes hacen un gran trabajo en retratar la actitud de CABRA ante las responsabilidades y culpas que caen en él.
El 31 de mayo de 2021, Cabra debutó con su primer EP homónimo, el cual incluye los sencillos “La Cabra Jala Pal Monte”, "La Ventana" y "Gris" y añade los tracks "Lingote", "Un Belén" y "Quisiera Ser Un Meme". Este EP trae la colaboración de su hija Azul en la canción “Quisiera Ser Un Meme” donde el productor hace una crítica a la necesidad que muchos proyectos artísticos tienen de hacerse virales, pero obviando la función principal de un artista de comunicar y hacer arte. “Lingote” es un desahogo hacia aquellas personas que toman el crédito o “se cuelgan medallas” que nos les pertenecen. Finalmente, Cabra hace un homenaje con “Un Belen” al “corrillo”, a los amigos y familia que ya no nos acompañan, desde el punto de vista de aquellos que los vimos partir.

## Como productor musical
En el año 2000 Eduardo inicia sus carrera de productor junto a Bayanga. Años más tarde, en 2005 con el nacimiento de Calle 13, Eduardo consolida su carrera al producir la totalidad de los trabajos de estudio hechos a lo largo de la vida de la agrupación. 
En el año 2013 Eduardo inicia su carrera como productor independiente al producir el álbum debut de la cantante cubana Diana Fuentes. Desde ese momento Eduardo ha colaborado con muchos artistas establecidos con su música, a la vez que ha ayudado a otros menos conocidos a obtener reconocimiento con sus producciones musicales. Dentro del amplio listado de artistas que Eduardo ha producido se encuentran Monsieur Periné, Vicente García, Jorge Drexler, Guaynaa, Cuarteto de Nos, Rita Indiana, Elsa y Elmar, LosPetitFellas, entre otros.
Como productor Eduardo se destaca por su capacidad para integrar ritmos e influencias de todo el mundo dentro del estilo del artista al que graba, ayudando a darle personalidad única al artista, a la vez que le da trascendencia a su música al plagarla de matices únicos y diferentes. Trending Tropics, un proyecto que Eduardo trabajó con su socio y amigo Vicente García en el que exploraron diversas texturas sonoras y experimentaron con nuevos materiales, es prueba de ello, como nos cuenta en una entrevista exclusiva para Rolling Stone Colombia.
Recientemente, Eduardo tuvo la oportunidad de producir una canción escrita por Sie7e e interpretada por Pedro Capó para una campaña comercial de Pepsi en 2021. Gibson es otra de las marcas que últimamente ha depositado su confianza en Eduardo.Adicionalmente, Eduardo ha producido para Rita Indiana, Louta, Abel Pintos, Cuarteto de Nos, Diana Fuentes, Vicente García, La Vida Boheme, Monsieur Periné, Chambao, Gustavo Cordera y Jorge Drexler, entre otros.
A sus 38 años, Eduardo Cabra es el productor con más nominaciones y premios recibidos en el Grammy Latino, con un total de 44 nominaciones y 28 galardones en total.

### La Casa del Sombrero
Actualmente Eduardo dirige su propio sello y estudio de grabación llamado La Casa del Sombrero, un proyecto en el que graba, produce y compone discos para distintos artistas y bandas del mundo. La Casa Del Sombrero se encuentra en San Juan, Puerto Rico.

### Trending Tropics
En verano de 2017, Eduardo comenzó a colaborar junto a Vicente García en un proyecto llamado Trending Tropics. El 11 de julio de 2018 fue presentado en vivo como un ensayo general abierto al público en La Respuesta (Santurce) como parte de los preparativos de su show en el SummerStage de NYC. Trending Tropics es realmente vanguardia e innovación, un equilibrio perfecto entre la música de raíz a nivel global y la electrónica más demoledora. Con un concepto artístico muy sólido que trata esa relación distorsionada del ser humano con la tecnología que le rodea, se trata de un proyecto transversal en un 360° cultural que va mucho más allá de la música. Músicos que ya se han unido a Visitante y Vicente para Trending Tropics incluyen al legendario guitarrista de David Bowie Carlos Alomar, Ziggy Marley, Pucho y Guille (miembros de Vetusta Morla), Ana Tijoux, Jorge Drexler, Li Saumet (Bomba Estéreo), iLe, Amayo (de Antibalas), Acentoh o Wiso G, entre otros.

### Cabratón
A finales de 2020, CABRA creó la actividad digital “Cabratón” que tiene como objetivo principal la idea de conectar al productor con sus seguidores y fomentar un espacio de interacción creativa. Esto se llevó a cabo a través de una cocreación entre contenido propiamente producido por CABRA y la participación de alguien externo al artista.
La dinámica consiste en que CABRA crea una pista totalmente nueva en vivo por su perfil de YouTube para luego ponerla al aire a través de su perfil de SoundCloud. Con esto invita a que las personas la puedan descargar y anima a que la alimenten y le agreguen valor a esta producción a través de acapellas (voces), instrumentos o cualquier tipo de sesión montados sobre la pista.
Los participantes tienen una fecha límite para enviar sus pistas. En los días siguientes CABRA hace una detallada revisión por cada uno de los materiales enviados, poniendo a prueba el empalme de ideas, estéticas y géneros para así concretar varios sencillos y producir un EP.

## Vida personal
Eduardo vive entre San Juan, Puerto Rico y tiene dos hijos.

## Discografía

### Con Calle 13
- 2005: Calle 13
- 2007: Residente o visitante
- 2009: Los de atrás vienen conmigo
- 2010: Entren los que quieran
- 2014: Multi-viral

### Composiciones
- 2006: «No hay igual» (del álbum Loose de Nelly Furtado)
- 2007: «Beautiful Liar» (del álbum B'Day por Beyoncé y Shakira)
- 2010: «Gordita» (del álbum Sale el sol de Shakira)
- 2013: «Todo Cae» (del álbum Bailar en la Cueva de Jorge Drexler)
- 2019: «Mario Neta» (del álbum Jueves de Cuarteto de Nos)
- 2021: «Somos» (sencillo en colaboración con Guaynaa)
- 2021: «Tarantinero» (del álbum 777: A Quemarropa de LosPetitFellas)

## Producciones
- 2000: Bayanga
- 2005: Calle 13, Calle 13
- 2007: Residente o visitante, Calle 13
- 2009: Los de atrás vienen conmigo, Calle 13
- 2010: Entren los que quieran, Calle 13
- 2013: Todo cae, Jorge Drexler
- 2014: Multi-viral, Calle 13
- 2015: Caja de Música, Monsieur Periné
- 2016: A la mar, Vicente García
- 2016: Tecnoanimal, Gustavo Cordera
- 2016: Nuevo Ciclo, Chambao
- 2016: Somos, Swing Original Monks
- 2017: Sofá, Silvina Moreno
- 2018: Encanto Tropical, Monsieur Periné
- 2018: Trending Tropics junto con Vicente García
- 2019: Candela, Vicente García
- 2019: Jueves, El Cuarteto de Nos
- 2020: Mi Derriengue, Riccie Oriach
- 2020: 2030, Louta
- 2020: After School, Rita Indiana
- 2020: Mandinga Times, Rita Indiana
- 2021: Amor En Mi Vida, Abel Pintos
- 2021: Atravesao, Elsa y Elmar
- 2021: Fiesta en lo del Dr. Hermes, El Cuarteto de Nos
- 2021: El Arca de Mima, Mima
- 2022: La Ciudad Sin Alma, El Cuarteto de Nos
- 2022: Lámina Once, El Cuarteto de Nos

### Casa del Sombrero
- 2014: Planeta Planetario, Diana Fuentes
- 2020: La Cabra Jala P'al Monte, CABRA
- 2020: Juyendo, Sebastián Otero
- 2020: La Ventana, CABRA
- 2020: Cabratón
- 2021: Gris, CABRA
- 2021: CABRA (EP)

### Filmografía
- 2006 – My Block: Puerto Rico (documental), interpretándose a sí mismo.
- 2009 – Mercedes Sosa, Cantora un viaje íntimo (documental), interpretándose a sí mismo.
- 2009 – Calle 13: Sin Mapa (documental), interpretándose a sí mismo.

## Charlas como ponente y expositor
- 2017 – Hablando la música se entiende (TEDxBerkleeValencia).[22]
- 2020 – A Conversation with... Eduardo Cabra (BIME PRO).[23]
- 2020 – Un shot con CABRA: la muerte de Visitante (Corriente Perú).[24]
- 2020 – Fábrica de hits en la nueva normalidad (Resonancia Colombia).[25]
- 2021 – Ecosistemas Musicales del FUTURO (FUTURX Argentina).[26]
- 2021 – Eduardo Cabra by Javier Andrade (Latin Alternative Music Conference).[27]
- 2021 – Amazessions: CABRA (Amazon Music).[28]
- 2021 – Final Panel: Jury of Honor (Red Bull Battle US).[29]
- 2021 – Person of the Year: Rubén Blades (Premios Grammy Latinos 2021).[30]

## Premios y nominaciones

### Premios Grammy
| Año  | Trabajo nominado            | Categoría | Resultado |
| ---- | --------------------------- | --- | --------- |
| 2008 | Residente o Visitante       | “Best Latin Urban Album\|Best Latin Urban Album” Mejor Álbum Urbano Latino \| Mejor Álbum Urbano Latino                                                                                          | Ganador   |
| 2010 | Los de atrás vienen conmigo | Best Latin Urban Album” “Mejor Álbum Urbano Latino” | Ganador   |
| 2015 | Multi Viral                 | Best Latin Rock, Urban or Alternative Album\|Best Latin Rock, Urban or Alternative Album” “Mejor Álbum de Rock Latino, Urbano o Alternativo \| Mejor Álbum de Rock Latino, Urbano o Alternativo” | Ganador   |

#### Grammy Latinos
| Año  | Trabajo nominado               | Categoría                           | Resultado |
| ---- | ------------------------------ | ----------------------------------- | --------- |
| 2006 | ¡Atrévete Te, Te!              | “Mejor Video Musical Versión Corta  | Ganador   |
| 2006 | Calle 13                       | “Mejor Álbum de Música Urbana       | Ganador   |
| 2006 | Calle 13                       | “Mejor Nuevo Artista'               | Ganador   |
| 2007 | Residente O Visitante          | “Mejor Canción Urbana               | Ganador   |
| 2007 | Residente O Visitante          | “Best Urban Music Album             | Ganador   |
| 2009 | La Perla                       | “Mejor Video Musical Versión Corta  | Ganador   |
| 2009 | No Hay Nadie Como Tú           | “Mejor Canción Alternativa          | Ganador   |
| 2009 | No Hay Nadie Como Tú           | “Grabación Del Año                  | Ganador   |
| 2009 | Los De Atrás Vienen Conmigo    | “Mejor Álbum de Música Urbana       | Ganador   |
| 2009 | Los De Atrás Vienen Conmigo    | “Mejor Álbum de Música Urbana       | Ganador   |
| 2011 | Calle 13                       | “Productor Del Año                  | Ganador   |
| 2011 | Baile De Los Pobres            | “Mejor Canción Urbana               | Ganador   |
| 2011 | Vamo' A Portarnos Mal          | “Mejor Canción Tropical             | Ganador   |
| 2011 | Calma Pueblo                   | “Mejor Video Musical Versión Corta  | Ganador   |
| 2011 | Calma Pueblo                   | “Mejor Canción Alternativa          | Ganador   |
| 2011 | Entren Los Que Quieran         | “Álbum Del Año                      | Ganador   |
| 2011 | Entren Los Que Quieran         | “Mejor Álbum de Música Urbana       | Ganador   |
| 2011 | Latinoamérica                  | “Grabación Del Año                  | Ganador   |
| 2011 | Latinoamérica                  | “Canción del Año                    | Ganador   |
| 2014 | El Aguante                     | “Mejor Canción Alternativa          | Ganador   |
| 2014 | MultiViral                     | “Mejor Álbum de Música Urbana”      | Ganador   |
| 2015 | Ojos Color Sol                 | “Mejor Video Musical Versión Corta” | Ganador   |
| 2017 | A La Mar de Vicente García     | “Mejor Álbum Cantautor”             | Ganador   |
| 2020 | Mi Derriengue de Riccie Oriach | “Mejor Álbum Tropical”              | Nominado  |
| 2020 | Mario Neta de Cuarteto de Nos  | “Mejor Canción de Rock”             | Nominado  |
| 2020 | Jueves de Cuarteto de Nos      | “Mejor Álbum de Rock”               | Nominado  |
| 2020 | 2030 de Louta                  | “Mejor Álbum Alternativo Del Año”   | Nominado  |
| 2021 | CABRA (EP) CABRA               | “Mejor Álbum Alternativo Del Año”   | Nominado  |